# Nyssicus
Nyssicus is een kevergeslacht uit de familie van de boktorren (Cerambycidae). De wetenschappelijke naam van het geslacht werd voor het eerst geldig gepubliceerd in 1859 door Pascoe.

## Soorten
Nyssicus omvat de volgende soorten:
- Nyssicus aureopilosus Lacey, 1949
- Nyssicus contaminatus Martins, 2005
- Nyssicus fernandezi Joly & Martínez, 1981
- Nyssicus mendosus Martins, 2005
- Nyssicus quadriguttatus (Swederus, 1787)
- Nyssicus rosalesi Joly & Martínez, 1981
- Nyssicus topographicus (Linsley, 1935)